# Marnie. Przyjaciółka ze snów
Marnie. Przyjaciółka ze snów (jap. 思い出 のマーニー Omoide no Mānī) – pełnometrażowy film anime z 2014 roku w reżyserii i według scenariusza Hiromasy Yonebayashiego, będący ekranizacją powieści When Marnie Was There Joan G. Robinson, wyprodukowany przez Studio Ghibli. 

## Oryginalny japońskidubbing
- Kasumi Arimura – Marnie
- Sara Takatsuki – Anna
- Nanako Matsushima – Yoriko
- Susumu Terajima – Kiyomasa Oiwa
- Toshie Negishi – Setsu Oiwa
- Ryōko Moriyama – starsza pani
- Kazuko Yoshiyuki – niania
- Hitomi Kuroki – Hisako
- Haruka Shiraishi – Miyoko[2]
- Hiroyuki Morisaki
- Yō Ōizumi
- Ken Yasuda
- Takuma Otoo
- Shigeyuki Totsugi